# Prats-de-Carlux
Prats-de-Carlux é uma comuna francesa na região administrativa da Nova Aquitânia, no departamento Dordonha. Estende-se por uma área de 13,13 km². Em 2010 a comuna tinha 557 habitantes (densidade: 42,4 hab./km²).